# (4956) Noymer
(4956) Noymer est un astéroïde de la ceinture principale.

## Description
(4956) Noymer est un astéroïde de la ceinture principale. Il fut découvert le 12 novembre 1990 à Siding Spring par Robert H. McNaught. Il présente une orbite caractérisée par un demi-grand axe de 2,44 UA, une excentricité de 0,20 et une inclinaison de 24,2° par rapport à l'écliptique.

## Compléments